# اليهودي الأبدي (فلم)
اليهودي الأبدي (بالألمانية: Der ewige Jude)، فيلم وثائقي ألماني مشهور، أنتج سنة 1940 في وقت الحرب العالمية الثانية، يعتبر النقاد بأن الفيلم يدعم معاداة السامية على حد قولهم، ويتحدث الفيلم عن حياة اليهود في أوروبا بصورة نمطية إبان الحقبة النازية.
تظهر بعض اللقطات من الفيلم الوثائقي عن اليهود، بتواجد عدد من اليهود بحائط المبكى في فلسطين، وهم يصلون صلواتهم الخاصة.
ولكن بعد سقوط برلين عام 1945. منعت السلطات الألمانية والاتحاد الأوروبي نشر الفيلم في جميع أنحاء العالم[ ؟ ] لما تتكون من تصوير مشوه وغير نزيه لليهود.

## وصلات خارجية
- مقالات تستعمل روابط فنية بلا صلة مع ويكي بيانات
- الفيلم المحظور عبر يوتيوب على يوتيوب